# Тищенко Юрій Михайлович
Ю́рій Миха́йлович Ти́щенко (нар. 9 вересня 1943, Київ — пом. 1 листопада 2021, Київ) — український режисер-документаліст.

## Життєпис
Народився 9 вересня 1943 р. в родині службовця. Закінчив факультет кінознавства Київського державного інституту театрального мистецтва ім. І.Карпенка-Карого (1969). Працює на студії «Київнаукфільм».
Зняв картини : «Допомогти людині» (1968), «Не лише знати», «Монтаж трубопроводів водопостачання і каналізації», «Монтаж центрального опалювання» (1969), «Монтаж турбогенератора ГРЕС», «Вільні коливання» (1971), «Виробництво сіркової кислоти» (1972), «Адсорбенти для хроматографії» (1975), «Дорожна індустрія» (1976), «Резонанс» (1977), «Оптичне скло» (1981), «Давайте познайомимося» (1982), «Вниз по східцям, які ведуть вверх» (1985), «Він врятував нас від чуми» (1993, з циклу «Невідома Україна. Лікарська справа в Україні») та ін. 
Створив як оператор-режисер стрічку «Таємниці Байкальського хребта» (1991).
Член Національної Спілки кінематографістів України.
Помер 1 листопада 2021 року в Києві. 10 днів потому, 11 листопада 2021 року, померла дружина Юрія Тищенка — операторка Світлана Нові.